# Harry Primrose, 6. Earl of Rosebery

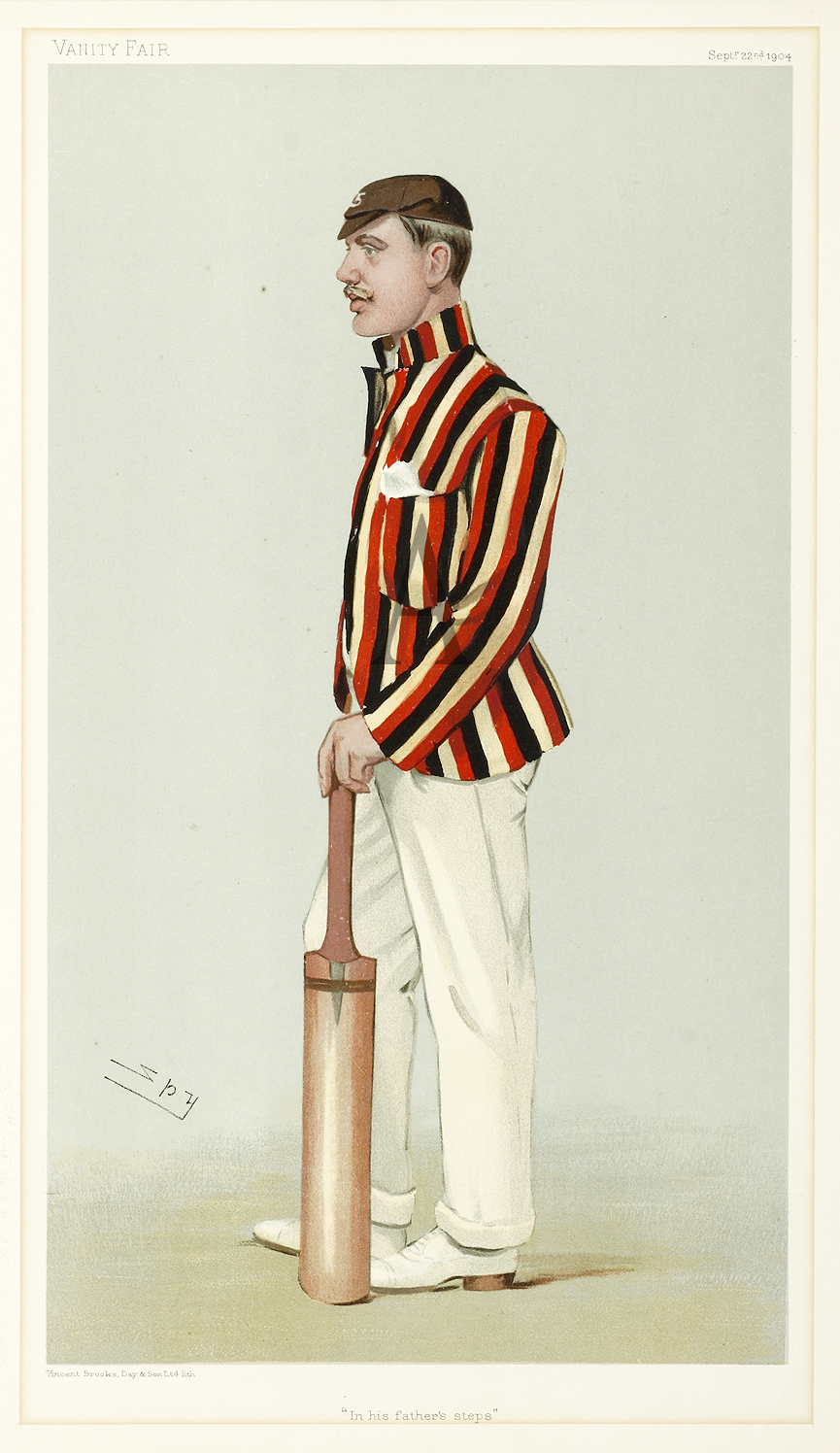
Harry Primrose, Lord Dalmeny, in einer Karikatur von Leslie Ward alias „Spy“ in der Zeitschrift Vanity Fair (22. September 1904)

Albert Edward Harry Mayer Archibald Primrose, 6. Earl of Rosebery, KT, DSO, MC, PC, FRSE (* 8. Januar 1882 in Dalmeny House, Edinburgh; † 31. Mai 1974) war ein britischer Politiker der Liberal Party sowie später Conservative Party, der zwischen 1906 und 1910 Mitglied des Unterhauses (House of Commons). Am 21. Mai 1929 erbte er den Titel als 6. Earl of Rosebery aus dem erblichen Adelsstand (Hereditary Peerage) der Peerage of Scotland, wodurch er bis zu seinem Tode dem Oberhaus (House of Lords) angehörte. Er war zwischen 1929 und 1964 Lord Lieutenant der Grafschaft Midlothian sowie 1945 kurzzeitig Minister für Schottland. 1947 wurde er Ritter des Distelordens, des zweithöchsten Orden des Vereinigten Königreichs nach dem Hosenbandorden.

## Leben

### Familiäre Herkunft, Unterhausabgeordneter und Erster Weltkrieg

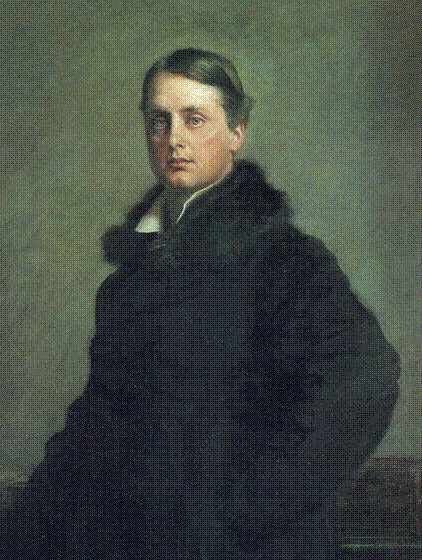
Der Vater von Harry Primrose war Archibald Primrose, 5. Earl of Rosebery, der zwischen 1894 und 1895 Premierminister war.

Albert Edward Harry Mayer Archibald Primrose, war eines von vier Kindern und der älteste Sohn des Politikers Archibald Primrose, 5. Earl of Rosebery, der zwischen 1894 und 1895 Premierminister war, sowie dessen Ehefrau Hannah de Rothshild Primrose, Countess of Rosebery. Zu seinen Geschwistern zählten seine ältere Schwester, die Schriftstellerin und Künstlerin Lady Sybil Grant, sowie sein jüngerer Bruder Neil Primrose, der ebenfalls Mitglied des Unterhauses war. Nach dem Besuch des renommierten Eton College absolvierte er eine Offiziersausbildung am Royal Military College Sandhurst und wurde nach deren Abschluss 1902 Second Lieutenant im Gardegrenadierregiment Grenadier Guards. Er war zudem ein First-Class-Cricket-Spieler, der in 102 Spielen für die Mannschaft der Grafschaft Surrey einen Schlagdurchschnitt (Batting average) von 22,47 sowie einen Bowling average von 33,33 erreichte. Er war zudem zwischen 1905 und 1907 Kapitän der Mannschaft der Grafschaft Surrey und gehörte zur Mannschaft von Schottland bei einem Spiel gegen Australien.
Bei der Unterhauswahl 1906 wurde Harry Primrose im Wahlkreis Midlothian mit 8.348 Stimmen (61,9 Prozent) zum Mitglied des Unterhauses (House of Commons) gewählt und vertrat dort bis zur Unterhauswahl im Januar 1910 die Liberal Party. Während des Ersten Weltkrieges fungierte er zwischen 1914 und 1917 als Militärsekretär von General Edmund Allenby, der zuletzt von 1915 bis 1917 Oberkommandierender der an der Westfront in der Schlacht an der Somme (1. Juli bis 18. November 1916) sowie der Schlacht bei Arras (9. April bis 16. Mai 1917) eingesetzten Dritten Armee (Third Army) war. Für seine Verdienste wurde ihm 1916 das Military Cross (MC) sowie 1918 der Distinguished Service Order (DSO) verliehen. Darüber hinaus erhielt er das Ritterkreuz der französischen Ehrenlegion.

### Oberhausmitglied, Lord Lieutenant und Schottland-Minister

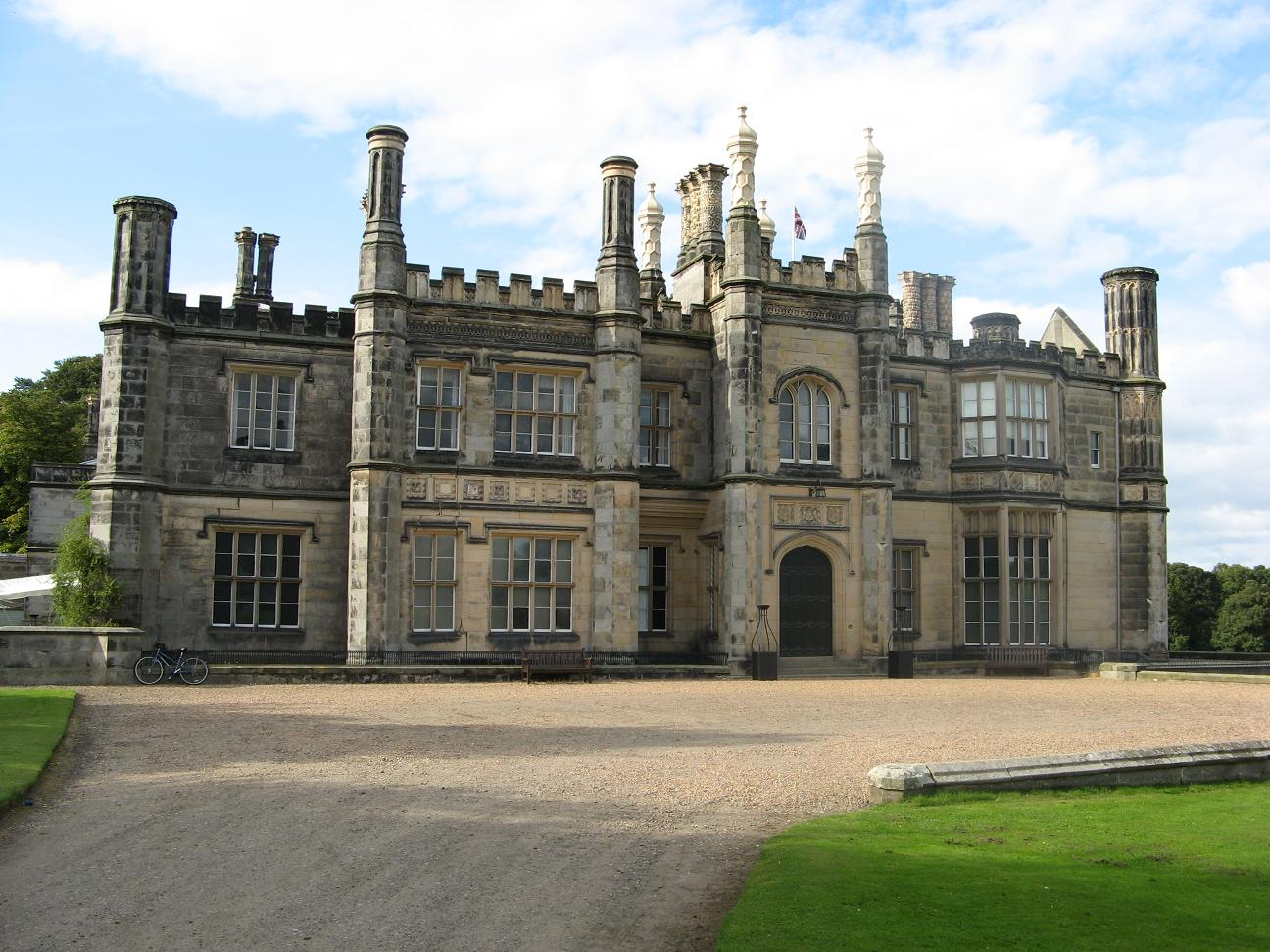
Dalmeny House bei Edinburgh, Wohnsitz der Earls of Rosebery

Harry Primrose, der zeitweilig Friedensrichter (Justice of the Peace) von Edinburgh war, erbte nach dem Tode seines Vaters am 21. Mai 1929 den Titel als 6. Earl of Rosebery aus dem erblichen Adelsstand (Hereditary Peerage) der Peerage of Scotland. Zugleich erbte er die damit verbundenen nachgeordneten Titel als 6. Viscount of Rosebery, als 6. Viscount of Inverkeithing, als 6. Lord Dalmeny and Primrose aus der Peerage of Scotland und als 10. Baronet Primrose, of Carrington sowie den Titel als 3. Baron Rosebery, of Rosebery, in the County of Midlothian, aus der Peerage of the United Kingdom. Des Weiteren erbte er von seinem verstorbenen Vater den Titel als 2. Earl of Midlothian aus der Peerage of the United Kingdom sowie die damit verbundenen nachgeordneten Titel als 2. Viscount Mentmore, of Mentmore, in the County of Buckingham, als 2. Baron Epsom, of Epsom, in the County of Surrey. Zugleich wurde er dadurch Mitglied des Oberhauses (House of Lords), dem er bis zu seinem Tode am 31. Mai 1974 angehörte. 
Des Weiteren übernahm er von seinem verstorbenen Vater Archibald Primrose, 5. Earl of Rosebery am 8. Oktober 1929 auch das Amt als Lord Lieutenant der Grafschaft Midlothian und bekleidete dieses bis zum 4. Juni 1964, woraufhin Maxwell Inglis, 9. Baronet, seine Nachfolge antrat. Er wurde zudem 1936 als Ensign in die Royal Company of Archers, die Leibwache des britischen Monarchen in Schottland, aufgenommen und wurde in dieser 1945 Lieutenant sowie 1948 Captain. Nachdem er zwischen 1941 und 1945 als Regionalkommissar für Schottland (Regional Commissioner for Scotland) fungierte, wurde er am 23. Mai 1945 in der Übergangsregierung Churchill kurzzeitig Minister für Schottland (Secretary of State for Scotland) und bekleidete dieses Ministeramt bis zum 27. Juli 1945. Zugleich wurde er am 28. Mai 1945 auch Mitglied des Geheimen Kronrates (Privy Council).
Der Earl of Rosebery, der 1946 Mitglied der Königlichen Kommission der Friedensrichter (Royal Commission on Justices of the Peace) war, wurde am 17. Juni 1947 Ritter des Distelordens, des zweithöchsten Orden des Vereinigten Königreichs nach dem Hosenbandorden. Er fungierte zwischen 1947 und seinem Tode 1974 auch als Mitglied der Königlichen Kommission der schönen Künste von Schottland (Royal Fine Art Commission of Scotland) und wurde zudem 1953 auch zum Fellow der Royal Society of Edinburgh (FRSE) berufen.

### Ehen und Nachkommen
Harry Primrose, 6. Earl of Rosebery, war zwei Mal verheiratet. In erster Ehe heiratete er am 15. April 1909 Lady Dorothy Alice Margaret Augusta Grosvenor, Tochter von Lord Henry George Grosvenor und Dora Mina Erskine-Wemyss. Aus dieser 1919 geschiedenen Ehe gingen der Sohn Archibald Ronald Primrose, Lord Dalmeny, sowie die Tochter Lady Helen Dorothy Primrose hervor. In zweiter Ehe heiratete er am 24. Juni 1924 Eva Isabel Marion Bruce, Tochter von Major Henry Bruce, 2. Baron Aberdare und Constance Mary Beckett. Er war mit dieser bis zu seinem Tode am 30. Mai 1974 fast fünfzig Jahre verheiratet. Aus dieser Ehe gingen Neil Archibald Primrose sowie die Tochter Lady Mary Primrose hervor, die allerdings bei ihrer Geburt am 15. März 1935 verstarb. Nach seinem Tode erbte sein zweiter Sohn Neil Archibald Primrose den Titel als 7. Earl of Primrose sowie die nachgeordneten und verbundenen Titel, da der älteste Sohn Archibald Ronald Primrose, Lord Dalmeny, bereits am 11. November 1931 verstorben war.